# Llista d'alcaldes d'Estrasburg
Aquesta és la Llista d'alcaldes de la ciutat d'Estrasburg, capital d'Alsàcia:
- Baró Philippe-Frédéric de Dietrich (1790-1792)
- Jean Turckheim (1792-1793)
- Pierre Monet (1793-1794)
- Jean-Frédéric Hermann (1800-1806)
- Wangen de Geroldseck (1806-1810)
- Jacques-Frédéric Brackenhoffer (1810-??)
- François Xavier Antoine de Kentzinger (1815-1830)
- Jean Frédéric de Turckheim (1830-1835)
- Antoine François Thomas Lacombe (1835-1837)
- Georges-Frédéric Schützenberger (1837-1848)
- Wilhelm Lauth (1848)
- Édouard Kratz (1848-1851)
- Désiré François Alexandre Chastelain (1851-1852)
- Charles Louis Coulaux (1852-1864)
- Theodor Humann (1864-1870)
- Émile Kuss (1870-1871)
- Ernst Lauth (1871-1873)
- Otto Back (1873-1880)
- Georges Stempel (1880-1887)
- Otto Back (1887-1907)
- Rudolf Schwander (1907-1918)
- Jacques Peirotes (1919-1929)
- Charles Hueber (1929-1935)
- Charles Frey (1935-1940)
- Robert Ernst (1940-1944)
- Charles Frey (1945-1955)
- Charles Altorffer (1955-1959)
- Pierre Pflimlin (1959-1983)
- Marcel Rudloff (1983-1989)
- Catherine Trautmann (1989-1997)
- Roland Ries (1997-2000)
- Catherine Trautmann (2000-2001)
- Fabienne Keller (UMP, 2001-2008)
- Roland Ries (PS, 2008-2020)
- Jeanne Barseghian (EELV, des de juliol de 2020)